# 尤里·沙尔金
尤里·格奥尔基耶维奇·沙尔金（俄语：Юрий Георгиевич Шаргин，羅馬化：Yuri Georgiyevich Shargin，1960年3月20日—）是俄罗斯已退役宇航员，也是俄航空兵中第一位进入国际空间站的军人。

## 早年
1960年出生在恩格斯城工人家庭。1982年毕业于红旗航空军事学院（现亚历山大·莫扎伊斯基军事航天学院）。1982年到1986年在拜科努尔航天发射场第31号航空发射队担任高级工程师；1987年1月起成为首席工程师助理；1993年4月升任首席工程师。

## 宇航员生涯
1996年入选宇航员，1998年起开始接受前往国际空间站的基础训练。
2004年10月14日4时06分），他和美籍华裔指挥员焦立中和俄罗斯工程师萨利占·沙里波夫在哈萨克斯坦拜科努尔航天发射场搭乘联盟TMA-5号载人飞船飞往国际空间站。其中焦立中和沙里波夫将执行远征10任务，沙尔金仅是俄航空兵中校身份的短期“观光客”。
10月24日0时36分），他乘坐联盟TMA-4载人飞船的返回舱成功降落地球。
统计
| # | 发射载具  | 发射时间（UTC）       | 返回载具  | 着陆时间（UTC）       | 时长总计    | 舱外活动次数 | 舱外活动时长 |
| - | --------- | --------------------- | --------- | --------------------- | ----------- | ------------ | ------------ |
| 1 | 联盟TMA-5 | 2004年10月14日4时06分 | 联盟TMA-4 | 2004年10月24日0时36分 | 9日21时30分 | 0            | 0            |
|   |           |                       |           |                       | 9日21时10分 | 0            | 0            |

## 退役
2008年8月退役，被调到季托夫测试和航天系统控制中心担任研究中心副主任。

## 荣誉
- 俄罗斯联邦宇航员和俄罗斯联邦英雄荣誉称号（2005年）
- 太空探索優異獎章（2011年）[5]
- 恩格斯城荣誉市民[1]